# Prägung (Verhalten)

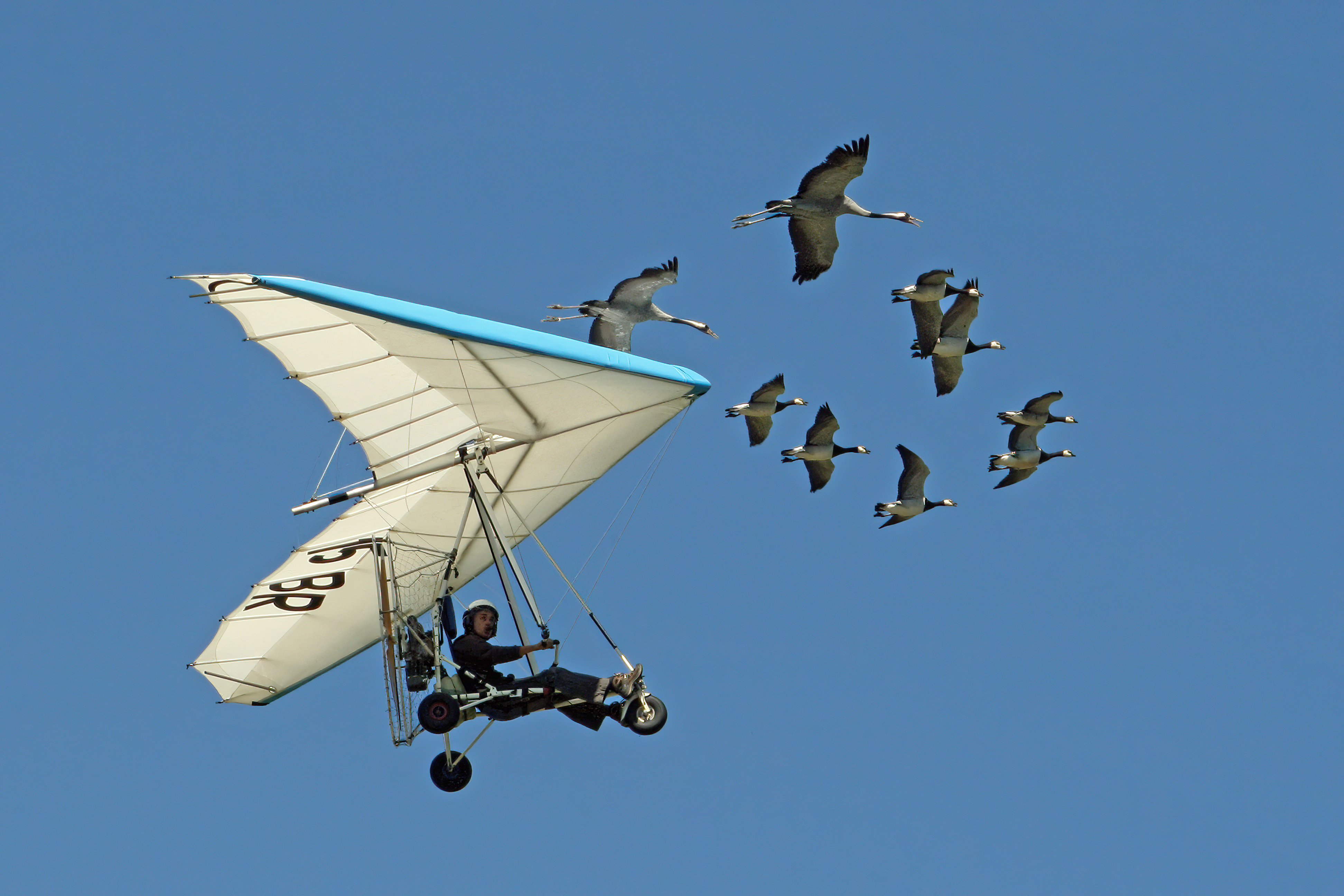
Wildgänse und Kraniche im gemeinsamen Flug mit Christian Moullec als Resultat einer Nachfolgeprägung

Prägung nennt man in der Verhaltensbiologie eine irreversible Form des Lernens: Während eines meist relativ kurzen, genetisch festgelegten Zeitabschnitts (sensible Phase) wird die Reaktion auf einen bestimmten Reiz der Umwelt derart dauerhaft ins Verhaltensrepertoire aufgenommen, dass diese Reaktion nach erfolgter Prägung wie angeboren erscheint. Im Rahmen der Instinkttheorie wird das Phänomen Prägung gedeutet als die Aneignung der Reaktion auf einen Schlüsselreiz.
Das englische Wort für Prägung („imprinting“) wird heute in der Genetik auch für eine Sonderform der Expression von Genen benutzt (→ Genomische Prägung), die davon abhängen kann, von welchem Elternteil das Allel stammt, also in einem gänzlich anderen Zusammenhang als im Bereich der Verhaltensbiologie.

## Merkmale
Lernen durch Prägung findet statt, ohne dass Belohnung oder Bestrafung eine Rolle spielen. Lernen durch Prägung unterscheidet sich daher fundamental von einer Lernform wie dem Lernen durch Erfahrung oder einer Problemlösung durch Versuch und Irrtum.
- Prägung ist dadurch gekennzeichnet, dass sie nur in einer bestimmten Zeitspanne stattfinden kann, die daher als sensible Lebensphase bezeichnet wird. Prägung ist also nicht nachholbar. In welchem Alter diese Phase nachweisbar ist und wie lange sie dauert, kann je nach Tierart sehr unterschiedlich sein.
- Prägung ist unwiderruflich, das durch sie Gelernte wird besonders schnell und effektiv gelernt und auf Lebenszeit behalten; zumindest werden die durch Prägung erworbenen Auslöser („Schlüsselreize“) auf Dauer bevorzugt.
- Durch Prägung werden stets nur eng begrenzte Merkmale gelernt, also zum Beispiel eine bestimmte Reaktion auf ein bestimmtes Objekt der Umwelt oder eine bestimmte, klar gegen andere Verhaltensweisen abgrenzbare Verhaltensweise.
- Prägung kann in einer Zeitspanne stattfinden, in der die geprägte Verhaltensweise noch nicht vollzogen werden kann.[1]

## Varianten von Prägungslernen
Es gibt grundsätzlich zwei Prägungsformen: Bei der Objektprägung wird das Tier auf ein bestimmtes Objekt geprägt, etwa auf einen Artgenossen. Bei der motorischen Prägung eignet sich das Tier bestimmte Bewegungsabfolgen („Handlungen“) an, zum Beispiel bei manchen Vogelarten den Gesang. Neben den beiden „klassischen“ Prägungsvorgängen, der Nachfolgeprägung und der sexuellen Prägung, die bereits im Frühwerk von Konrad Lorenz beschrieben wurden, sind vergleichbare Lernvorgänge insbesondere im ökologischen Bereich nachgewiesen worden.

### Nachfolgeprägung

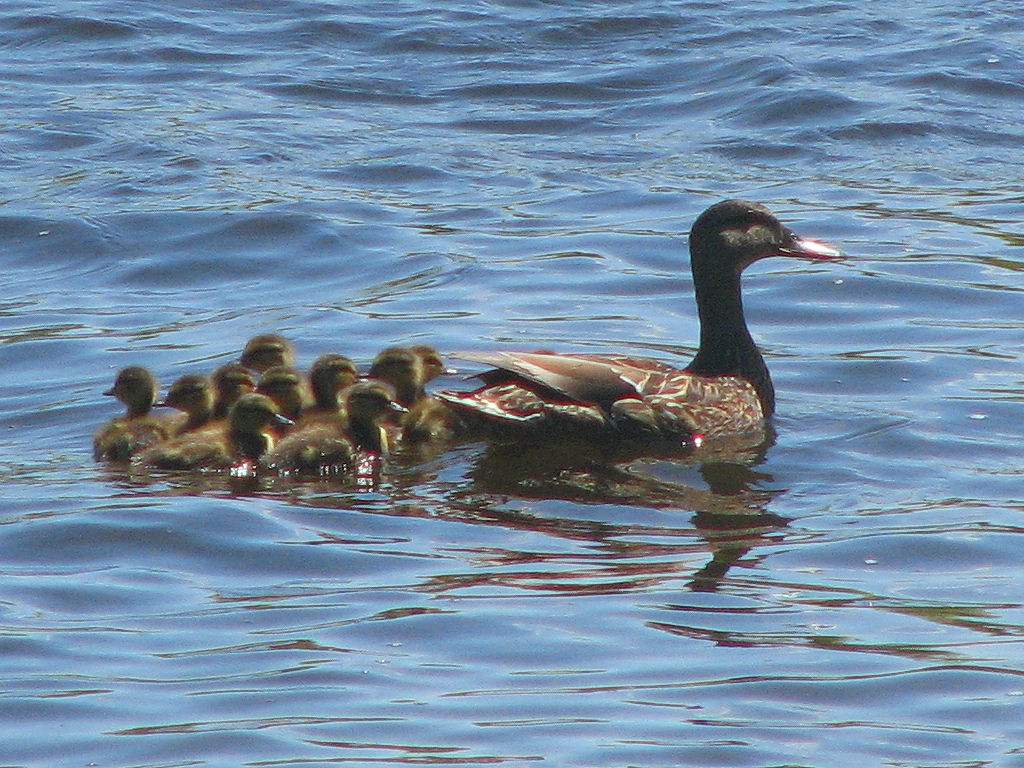
Nachfolgeprägung auf die Mutter bei der Dunkelente

Besonders intensiv erforscht wurde die Nachfolgeprägung (engl. filial imprinting), speziell bei Gänsen (Anserini). Gänse der verschiedensten Arten sind deshalb als Modelltiere so gut geeignet, „weil die auf das Elterntier und den sozialen Kumpan gerichteten Verhaltensweisen leicht und nachhaltig auf den menschlichen Pfleger fixiert werden können, eine sexuelle Prägung auf den Menschen aber bei diesen Vögeln nahezu unmöglich ist.“ Die Küken der Gänse müssen nach dem Schlüpfen erst lernen, wer ihre Mutter ist, sie verfügen also über kein angeborenes „Erscheinungsbild“ der Mutter. Sie nähern sich in den ersten Stunden nach dem Schlüpfen vielmehr zunächst bevorzugt allen Objekten in ihrer Umgebung an, die sich bewegen und regelmäßig Lautäußerungen von sich geben. Nach wenigen Minuten Aufenthalt in deren Nähe eines solchen Objekts verfolgen die Küken es nahezu bedingungslos. In natürlicher Umgebung ist das jenes Tier, das die Eier erbrütet hat und alle fremden Individuen vom Nest fernhält – also die Mutter. Im Experiment mit Küken, die im Brutschrank auch von allen Geräuschen isoliert schlüpften, konnte man die jungen Testtiere hingegen in Minutenschnelle auch auf einen Fußball oder auf eine Holzkiste prägen. Eckhard Hess stellte an Stockenten fest, dass die sensible Periode für die Prägung dieses Verhaltens um die 15. Stunde nach dem Schlüpfen ein Maximum der Prägbarkeit zeigt.
Katharina Heinroth beschrieb die Prägung als „blitzartigen Lernvorgang“, bei dem der Beobachter – Oskar Heinroth zufolge – die Vorstellung entwickle, dass die in einem Brutapparat schlüpfenden Küken „einen wirklich in der Absicht ansehen, um sich das Bild genau einzuprägen“. Diese Beobachtung, die Oskar Heinroth erstmals 1911 publizierte wurde in den 1930er-Jahren als das Phänomen Prägung vor allem von Konrad Lorenz ausführlich beschrieben, genau definiert und in zahlreichen Versuchen analysiert. Bekannt geworden ist er daher u. a. als „Vater der Graugänse“: Lorenz sorgte wiederholt dafür, dass nur er selbst sich nach dem Schlüpfen von Küken in deren unmittelbarer Nähe aufhielt. Dies hatte zur Folge, dass die Küken auf Lorenz geprägt wurden und ihm nachfolgten, wohin auch immer er lief. Gleichermaßen eindrucksvolle wie unterhaltsame literarische Schilderungen des Verhaltens seiner Graugans Martina sowie Filmaufnahmen machten diese Variante der Prägung zu einem der bekanntesten Sachverhalte der klassischen vergleichenden Verhaltensforschung.

### Sexuelle Prägung
Als sexuelle Prägung bezeichnet man in der Verhaltensforschung eine Form der Aneignung von Kenntnissen über adäquate Sexualpartner. Eine Besonderheit der sexuellen Prägung ist, dass sie neben den beiden Hauptmerkmalen (sensible Phase und Irreversibilität) noch dadurch auffällt, dass es einen sehr großen Abstand gibt zwischen dem Zeitpunkt der Prägung auf das Objekt und der Ausführung der zugehörigen Verhaltensweisen: Die sensible Phase ist durchweg bereits abgeschlossen, bevor das Tier geschlechtsreif wird.
Zebrafinken beispielsweise werden bereits gegen Ende des ersten Lebensmonats sexuell geprägt, aber erst Wochen später geschlechtsreif. Werden Zebrafinken zum Beispiel durch Japanische Mövchen (Lonchura striata) aufgezogen, so zeigen sie später bei der Balz eine eindeutige Präferenz für Tiere der Art, die sie „adoptiert“ hatte. Aus wissenschaftlichen Lehrfilmen sind ferner auf Haushühner geprägte Enten bekannt.
Katharina Heinroth, die Direktorin des 1945 durch Kriegshandlungen weitgehend zerstörten Berliner Zoos, erwarb im Frühjahr 1951 vom Tiergarten Nürnberg einen jungen männlichen Eisbären, der im Dezember 1950 geboren und, sobald er selbständig Nahrung aufnehmen konnte, von seiner Mutter getrennt worden war. Zum Gespielen hatte man ihm in Nürnberg – und deshalb auch in Berlin – einen gleich alten Braunbären gegeben. Nach einiger Zeit konnte der Berliner Zoo auch eine junge Eisbärin erwerben, mit der das Eisbär-Männchen fortan verträglich zusammenlebte. Als beide Eisbären geschlechtsreif waren, kümmerte sich der männliche Eisbär allerdings nicht um das Weibchen. Als aber im Nebengehege eine Braunbärin in Brunft kam und deren Geruch durch einen in die undurchsichtige Trennmauer eingelassenen Schieber ins Eisbärengehege wehte, kratzte und schabte der Eisbär mit aller Kraft an dem Schieber. Einmal ließ Heinroth den Schieber öffnen, woraufhin der Eisbär sofort in den Nachbarkäfig wechselte: „Sie empfing ihn aufgerichtet auf den Hinterbeinen, fauchend, mit geöffnetem Maul und schlug mit den Vordertatzen nach ihm. Er rettete sich schnell wieder zurück in seinen Käfig. Es ist seltsam, daß allein der Geruch der Braunbärenmännchen ihn sexuell vorprägen konnte. Die sensible Phase liegt also schon in den ersten Monaten nach der ersten selbständigen Nahrungsaufnahme.“ Im Freiland bleiben die jungen Eisbären oft länger als ein Jahr bei der Mutter, sodass Fehlprägungen vermieden werden.
Bochumer Forscher berichteten im Jahr 2000 von einer Studie an Javabronzemännchen, in deren Verlauf die erwachsenen Tiere als künstlichen Schmuck eine rote Scheitelfeder erhielten. Die von ihnen aufgezogenen Nachkommen bevorzugten später ihrerseits eindeutig Artgenossen mit roter Schmuckfeder. Die männlichen Nachkommen ungeschmückter Eltern lehnten hingegen geschmückte Weibchen ab und balzten signifikant häufiger schmucklose Weibchen an.

### Ortsprägung
Auch die Auswahl eines bestimmten Lebensraumes beruht bei manchen Tierarten auf Erfahrungen in frühester Jugend. Als Ortsprägung (auch: Heimatprägung, Biotopprägung, Umgebungsprägung oder geographische Prägung) wird das irreversible Lernen bestimmter Eigenschaften eines bestimmten Ortes bezeichnet.
Durch Umsetzungsexperimente nachgewiesen wurde es u. a. bei Lachsen, die offenbar den spezifischen Geschmack des Gewässers durch Prägung lernen, in dem sie ihre ersten Lebenswochen verbrachten.
Viele Meeresschildkröten, so zum Beispiel die atlantischen Grünen Meeresschildkröten, verfügen über einen Magnetsinn und orientieren sich am Magnetfeld der Erde, um Jahre nach dem Schlüpfen erstmals wieder zur Eiablage an den gleichen Strand zurückzukehren. Man vermutet, dass der Neigungswinkel der Feldlinien des Magnetfelds am Geburtsort durch Prägung dauerhaft gelernt wird.

### Gesangsprägung
Junge Singvögel werden in der Regel von beiden Eltern versorgt, so dass junge Männchen Gelegenheit haben, den Gesang ihrer Väter – nur bei wenigen Arten singen auch die Weibchen – und häufig auch den Gesang einiger benachbarter Männchen ihrer Art zu hören. Durch das Singen können beispielsweise Sexualpartner angelockt und Reviere abgegrenzt werden. Der oft abwechslungsreiche arttypische Gesang ist nicht angeboren, vielmehr „ist ein ungestörtes Hörvermögen Voraussetzung für eine normale Gesangsentwicklung. Singvögel, die im Nestlingsalter taub gemacht wurden, erzeugen als Erwachsene keinen artgemäßen Gesang.“ Bemerkenswert ist, dass die Aneignung auch des Gesangs ausschließlich während einer „sensiblen Phase“ in der Jugend erfolgt, während die jungen Männchen „gewöhnlich erst in der nächsten Saison“ zu singen beginnen. Es wird demnach in der Jugend „ein akustisches Sollmuster erworben, nach dem sich der eigene Gesang später richtet.“
Beim australischen Warzenhonigfresser (Anthochaera phrygia) gefährdet diese Form der Aneignung des arttypischen Gesangs zusätzlich den Fortbestand der Art: Der Warzenhonigfresser ist vom Aussterben bedroht (critically endangered), sein Bestand nimmt seit Jahrzehnten rapide ab, weil u. a. Holzeinschlag und die Ausbreitung landwirtschaftlicher Flächen vielerorts seinen Lebensraum zerstört haben. Aufgrund des zurückgehenden Bestands haben Jungvögel in einigen Gebieten nicht mehr ausreichend viele erwachsene „Vorbilder“, von denen sie deren arttypischen Gesang übernehmen könnten. Dies hat dazu geführt, dass Männchen sich den arttypischen Gesang nur noch teilweise oder gar den Paarungsgesang anderer Arten aneigneten und dadurch geringere Chancen auf eigenen Nachwuchs hatten.

### Nahrungsprägung
Unter Nahrungsprägung verstehen manche Forscher eine dauerhafte, dem Anschein nach irreversible Bevorzugung bestimmter Nahrungsmittel nach unter Umständen einmaligem Genuss: „So kann bei verschiedenen Tiergruppen die Aufzuchtnahrung eine spätere Nahrungsbevorzugung hervorrufen, die auch nach zwischenzeitlich anderer Ernährung erhalten bleibt.“

## Prägung beim Menschen
„Über Prägung beim Menschen wurde verschiedentlich geschrieben, und es gibt in der Tat viele Hinweise für ihr Vorkommen, jedoch keine strengen Nachweise.“ Irenäus Eibl-Eibesfeldt, von dem dieses Zitat stammt, hat zudem darauf hingewiesen, dass es bei jungen Menschen zwar „sensible Perioden in der Entwicklung“ gebe, in denen sich zum Beispiel Urvertrauen, emotionale Bindung zu den Eltern und Geschlechterrollen herausbilden: „Da der Begriff Prägung aber ursprünglich für irreversible Lernvorgänge angewendet wird, empfiehlt es sich, beim Menschen zunächst von prägungsähnlichen Lernvorgängen zu sprechen.“
Bernhard Hassenstein griff diesen Vorschlag in seinem Buch Verhaltensbiologie des Kindes auf und erörterte, ob die Bezeichnung Prägung auf die „besondere Offenheit des Säuglings für das Knüpfen der Bindung“ (an seine elterlichen Betreuer) anwendbar sei: „Manche bejahen es wegen der Übereinstimmung der Merkmale.“ Hassenstein wandte aber – wie Eibl-Eibesfeldt – gegen diese Sicht ein, dass bei einer Prägung nach dem Verstreichen der sensiblen Phase keine Um- oder Neuprägung mehr möglich wäre. „Beim Kind kann aber in besonderen Lebenslagen und bei besonderen Persönlichkeitsstrukturen doch eine neue Bindung auch in späterem Lebensalter entstehen.“ Hassenstein sprach sich daher dafür aus, beim Menschen allenfalls die Bezeichnung „prägungsähnliches Lernen“ anzuwenden. Unter Verweis auf die maßgeblich durch das ethologische Konzept der Prägung entwickelte Bindungstheorie von John Bowlby argumentierte auch der in Kanada lehrende Psychologe Tobias Krettenauer, dass Bindungsmuster plastisch und im Verlauf der Entwicklung veränderbar sind: „Daraus im Umkehrschluss zu folgern, dass die Bindung in allen Lebensphasen gleichermaßen formbar ist, wäre freilich ebenfalls fragwürdig.“ Zugleich lieferte Krettenauer eine Begründung für diese Sonderstellung des Menschen in Bezug auf das Phänomen Prägung: „Wenn der Vorgang der Prägung in der Humanentwicklung weniger markant hervortritt als bei manchen Tierarten, dann weist dies darauf hin, dass sich das Zusammenwirken von Anlage und Umwelt beim Menschen viel komplexer gestaltet.“

## Geschichte
Als Konrad Lorenz 1973 der „Nobelpreis für Physiologie oder Medizin“ verliehen wurde, stellte man in der offiziellen Begründung besonders seine Verdienste um die Erforschung der Prägung heraus. Tatsächlich hatte Lorenz in den 1950er-Jahren in Seewiesen, unmittelbar nach Gründung des Max-Planck-Instituts für Verhaltensphysiologie, zunächst seine Beobachtungen aus den 1930er-Jahren um zusätzliche Experimente ergänzt und u. a. die Unterschiede zwischen Gänsen und Enten sowie den Zusammenhang von Nachfolgeprägung und sexueller Prägung erforscht. Diese Studien gaben wiederum den Anstoß für Klaus Immelmann, die Gesangsprägung der Singvögel zu erforschen. Gelegentlich wird Lorenz daher auch die „Entdeckung“ des Phänomens Prägung zugeschrieben, obwohl Lorenz sich bereits 1935 in seinem Frühwerk Der Kumpan in der Umwelt des Vogels ausdrücklich auf Vorarbeiten von Oskar Heinroth bezog, der in einer im Jahr 1911 veröffentlichten Übersichtsarbeit zum Verhalten der Entenvögel das Phänomen der „Prägung“ anschaulich beschrieben hatte; Lorenz führte die Bezeichnung Prägung später dauerhaft in die biologische Fachsprache ein.
Auch Oskar Heinroth ist nicht der Entdecker der Prägung, obwohl Heinroths Frau Katherina und viele andere im deutschen Sprachraum ihm diese Leistung zugeschrieben haben: Oskar Heinroth hatte einen wissenschaftlichen Vorgänger in dem Briten Douglas Alexander Spalding (ca. 1840–1877), der diese besondere Lernmethode im Februar 1873 zwar wissenschaftlich korrekt als stamping in („einstanzen“, „einprägen“) beschrieb, aber eher versteckt in Macmillan’s Magazine und ohne vertiefende Experimente durchzuführen. Gleichwohl wurde diese Veröffentlichung 1890 von William James in seinen „Principles of Psychology“ ausführlich und sehr wohlwollend zitiert, und Spalding gilt daher im englischen Sprachraum gelegentlich als der „eigentliche“ Entdecker der Prägung. Breiteren Kreisen wurden die Studien Spaldings allerdings erst nach 1954 bekannt, als John Burdon Sanderson Haldane sie wieder neu auflegte.
Das wiederum ist selbst aus britischer Sicht kaum nachvollziehbar, denn die historische Spur der vermeintlichen wissenschaftlichen Erstbeschreibungen reicht mindestens zurück bis zum Roman Utopia, ins frühe 16. Jahrhundert. Bei Thomas Morus heißt es über die Geflügelzucht der Utopier: „Geflügel ziehen sie in unendlicher Menge auf, und zwar mit Hilfe einer erstaunlichen Einrichtung: Die Hennen brüten nämlich die Eier nicht selbst aus, sondern man setzt eine große Anzahl von Eiern einer gleichmäßigen Wärme aus, erweckt so das Leben und zieht die Küken auf. Sobald diese aus der Schale geschlüpft sind, laufen sie hinter den Menschen her wie hinter der Glucke und sehen sie als diese an.“
So gesehen lässt sich die Entdeckung der Prägung nicht absolut feststellen, denn das Wissen, dass speziell Enten gelegentlich unzuverlässige Brüter sind und man deren Gelege dann am besten einer Henne unterschiebt, um es nicht zu verlieren, dürfte fast so alt sein wie die Tierzucht.

## Belege
1. ↑  Die hier benannten Merkmale sind gekürzt entnommen aus: Irenäus Eibl-Eibesfeldt: Grundriß der vergleichenden Verhaltensforschung. 7. Auflage. Piper, München und Zürich 1987, S. 389–392, ISBN 3-492-03074-2.
2. ↑  Konrad Lorenz: Vergleichende Verhaltensforschung. Grundlagen der Ethologie. Springer, Wien und New York 1978, S. 44, ISBN 978-3-7091-3098-8.
3. ↑  Konrad Lorenz, Vergleichende Verhaltensforschung. Grundlagen der Ethologie, S. 225.
4. 1 2 3  Katharina Heinroth in: Wolfgang Schleidt (Hrsg.): Der Kreis um Konrad Lorenz. Ideen, Hypothesen, Ansichten. Verlag Paul Parey, Berlin und Hamburg 1988, S. 56, ISBN 3-489-63336-9.
5. ↑  Oskar Heinroth: Beiträge zur Biologie, namentlich Ethologie und Psychologie der Anatiden. In: Verhandlungen des V. Internationalen Ornithologen-Kongresses in Berlin, 30. Mai bis 4. Juni 1910. Deutsche Ornithologische Gesellschaft, Berlin 1911, S. 589–702, (hier: S. 633 f.) Volltext (hier: S. 71 f.)
6. ↑  Hans-Joachim Bischof: Sexual Imprinting. In: Encyclopedia of Reproduction (Second Edition). Band 3, 2018, S. 267–271, doi:10.1016/B978-0-12-801238-3.11066-9.
7. ↑  Christiane Buchholtz: Grundlagen der Verhaltensphysiologie. Vieweg, Braunschweig und Wiesbaden 1982, S. 188, ISBN 978-3-528-07253-7.
8. ↑  Sexuelle Prägung bei Enten. Lehrfilm aus dem Bestand von IWF Wissen und Medien.
9. ↑  Klaudia Witte, Ulrike Hirschler und Eberhard Curio: Sexual Imprinting on a Novel Adornment Influences Mate Preferences in the Javanese Mannikin Lonchura leucogastroides. In: Ethology. Band 106, Nr. 4, 2000, S. 349–363, doi:10.1046/j.1439-0310.2000.00558.x.
Bochumer Verhaltensforscher beeinflussten sexuelle Partnerwahl. Auf: idw-online.de vom 18. Mai 2000.
10. 1 2  Klaus Immelmann und Christa Mewes: Prägung als frühkindliches Lernen. In: Klaus Immelmann: Grzimeks Tierleben, Ergänzungsband Verhaltensforschung. Kindler Verlag, Zürich 1974, S. 347.
11. ↑  Arthur D. Hasler, Allan T. Scholz und Ross M. Horrall: Olfactory Imprinting and Homing in Salmon. In: American Scientist. Band 66, Nr. 3, 1978, S. 347–355.
12. ↑  Nolan N. Bett et al.: Evidence of Olfactory Imprinting at an Early Life Stage in Pink Salmon (Oncorhynchus gorbuscha). In: Scientific Reports. Band 6, Artikewl Nr. 36393, 2016, doi:10.1038/srep36393.
13. ↑  Lohmann, K. J., Lohmann, C. M. F., Ehrhart, L. M., Bagley, D. A., and T. Swing: Geomagnetic map used in sea turtle navigation. In: Nature. Band 428, 2004, S. 909–910. 
Eine Inhaltsübersicht geben The Independent (2004): Turtles Use Earth's Magnetic Field As Map & Compass. und
Turtles use the Earth’s magnetic field as a global GPS. Auf: nationalgeographic.com vom 24. Februar 2011.
14. ↑  Gilbert Gottlieb: Die Entwicklung des Verhaltens. In: Grzimeks Tierleben, Sonderband Verhaltensforschung. Kindler Verlag, Zürich 1974, S. 567.
15. ↑  Gesangsprägung im Lexikon der Biologie auf spektrum.de.
16. ↑  Ross Crates et al.: Loss of vocal culture and fitness costs in a critically endangered songbird. In: Proceedings of the Royal Society B. Band 288, Nr. 1947, 2021, doi:10.1098/rspb.2021.0225.
 How an endangered Australian songbird is forgetting its love songs. Auf: theguardian.com vom 16. März 2021.
17. ↑  Philip H. Gray: Theory and Evidence of Imprinting in Human Infants. In: The Journal of Psychology. Band 46, Nr. 1, 1958, S. 155–166, doi:10.1080/00223980.1958.9916279.
18. ↑  Irenäus Eibl-Eibesfeldt: Grundriß der vergleichenden Verhaltensforschung. 7. Auflage. Piper, München und Zürich 1987, S. 396, ISBN 3-492-03074-2.
19. ↑  Irenäus Eibl-Eibesfeldt: Die Biologie des menschlichen Verhaltens. Grundriß der Humanethologie. 3. Auflage. Seehamer Verlag, Weyarn 1997, S. 777, ISBN 3-932131-34-7.
20. ↑  Bernhard Hassenstein: Verhaltensbiologie des Kindes. 6. Auflage. Edition MV-Wissenschaft, Münster 2006, S. 379, ISBN 978-3-938568-51-4.
21. ↑  Tobias Krettenauer: Der Entwicklungsbegriff in der Psychologie. Kapitel 1 in: Lieselotte Ahnert (Hrsg.): Theorien in der Entwicklungspsychologie. Springer VS, Berlin und Heidelberg 2014, S. 6, ISBN 978-3-642-34804-4.
22. ↑  Nobel-Stiftung: Konrad Lorenz: Facts. Zuletzt abgerufen am 30. Mai 2022. – Hier heißt es wörtlich: „Konrad Lorenz revealed in the 1930s that birds hatched in an incubator without the presence of their parents follow whatever they first catch sight of. For example, they can become fixated on a person.“
23. ↑  Oskar Heinroth: Beiträge zur Biologie, namentlich Ethologie und Psychologie der Anatiden. In: Verhandlungen des V. Internationalen Ornithologen-Kongresses in Berlin, 30. Mai bis 4. Juni 1910. Deutsche Ornithologische Gesellschaft, Berlin 1911, S. 633, Volltext (hier: S. 71).
24. ↑  Konrad Lorenz: Der Kumpan in der Umwelt des Vogels. In: Journal für Ornithologie. Band 83, Nr. 2–3, 1935, S. 137–215 und S. 289–413, doi:10.1007/BF01905355.
25. ↑  Douglas Alexander Spalding: Instinct, with original observations on young animals. In: Macmillan’s Magazine. Band 27, 1873, ZDB-ID 339417-7, S. 282–293.
26. ↑  Chapter XXIV, Instinct. The law of inhibition of instincts by habits.
27. ↑  Nachzulesen u. a. in: Klaus J. Heinisch (Hrsg.): Der utopische Staat: Utopia – Sonnenstaat – Neu-Atlantis. Rowohlt Taschenbuch, Reinbek bei Hamburg 1960, S. 50.